# Africanització
L'africanització s'ha aplicat en diversos contextos, sobretot en el canvi de la denominació geogràfica i de persones, atenent així la denominació indígena dels pobles africans; reflectint així una "identitat africana". En molts casos durant el període colonial, els noms de llocs africans van ser anglicitzats o francesitzats.

## Exemples d'africanització

### De llocs
| Nom anterior                   | Any  | Nom actual                                   |
| ------------------------------ | ---- | -------------------------------------------- |
| Dahomey, República de          | 1975 | Benín, República de                          |
| Betxuanalàndia, Protectorat de | 1966 | Botswana, República de                       |
| Alt Volta                      | 1984 | Burkina Faso                                 |
| Ubangui-Chari                  | 1960 | Centreafricana, República                    |
| Zaire, República del           | 1997 | Congo, República Democràtica del             |
| Congo Francès                  | 1960 | Congo, República del                         |
| Costa Francesa dels Somalis    | 1977 | Djibouti, República de                       |
| Costa d'Or                     | 1957 | Ghana, República de                          |
| Guinea Espanyola               | 1968 | Guinea Equatorial, República de              |
| Guinea Francesa                | 1958 | Guinea, República de                         |
| Guinea Portuguesa              | 1974 | Guinea Bissau, República de                  |
| Basutolàndia                   | 1966 | Lesotho, Regne de                            |
| Nyasalàndia                    | 1964 | Malawi, República de                         |
| Sudan francès                  | 1960 | Mali, República de                           |
| Àfrica del Sud-oest            | 1990 | Namíbia, República de                        |
| Rwanda-Urundi                  | 1962 | Ruanda, República de / Burundi, República de |
| Zanzíbar / Tanganyika          | 1964 | Tanzània, República Unida de                 |
| Buganda                        | 1962 | Uganda, República de                         |
| Rhodèsia del Nord              | 1964 | Zàmbia, República de                         |
| Rhodèsia del Sud               | 1980 | Zimbàbue, República de                       |

### De noms de persones
- Joseph-Désiré Mobutu va canviar a Mobutu Sese Seko
- François Tombalbaye va canviar a N'Garta Tombalbaye
- Étienne Eyadéma va canviar a Gnassingbé Eyadéma
- Francisco Macías Nguema va canviar a Masie Nguema Biyogo Ñegue Ndong